# Grande Prêmio da Suécia de 1973
Resultados do Grande Prêmio da Suécia de Fórmula 1 realizado em Anderstorp em 17 de junho de 1973. Sétima etapa da temporada, foi vencido pelo neozelandês Denny Hulme, da McLaren-Ford.

## Resumo
Estreia do Autódromo de Anderstorp e da Suécia na Fórmula 1.

## Classificação da prova
| Pos. | Nº | Piloto               | Construtor        | Voltas | Tempo/Diferença         | Grid | Pontos |
| ---- | -- | -------------------- | ----------------- | ------ | ----------------------- | ---- | ------ |
| 1    | 7  | Denny Hulme          | McLaren-Ford      | 80     | 1:56:46.049             | 6    | 9      |
| 2    | 2  | Ronnie Peterson      | Lotus-Ford        | 80     | + 4.039                 | 1    | 6      |
| 3    | 6  | François Cevert      | Tyrrell-Ford      | 80     | + 14.667                | 2    | 4      |
| 4    | 10 | Carlos Reutemann     | Brabham-Ford      | 80     | + 18.068                | 5    | 3      |
| 5    | 5  | Jackie Stewart       | Tyrrell-Ford      | 80     | + 25.998                | 3    | 2      |
| 6    | 3  | Jacky Ickx           | Ferrari           | 79     | + 1 volta               | 8    | 1      |
| 7    | 8  | Peter Revson         | McLaren-Ford      | 79     | + 1 volta               | 7    |        |
| 8    | 15 | Mike Beuttler        | March-Ford        | 78     | + 2 voltas              | 21   |        |
| 9    | 19 | Clay Regazzoni       | BRM               | 77     | + 3 voltas              | 12   |        |
| 10   | 24 | José Carlos Pace     | Surtees-Ford      | 77     | + 3 voltas              | 16   |        |
| 11   | 25 | Howden Ganley        | Iso-Marlboro-Ford | 77     | + 3 voltas              | 11   |        |
| 12   | 1  | Emerson Fittipaldi   | Lotus-Ford        | 76     | Câmbio                  | 4    |        |
| 13   | 21 | Niki Lauda           | BRM               | 75     | + 5 voltas              | 15   |        |
| 14   | 16 | George Follmer       | Shadow-Ford       | 74     | + 6 voltas              | 19   |        |
| Ret  | 20 | Jean-Pierre Beltoise | BRM               | 57     | Motor                   | 9    |        |
| Ret  | 17 | Jackie Oliver        | Shadow-Ford       | 50     | Suspensão               | 17   |        |
| Ret  | 23 | Mike Hailwood        | Surtees-Ford      | 41     | Pneus                   | 10   |        |
| Ret  | 14 | Jean-Pierre Jarier   | March-Ford        | 38     | Acelerador              | 20   |        |
| Ret  | 12 | Graham Hill          | Shadow-Ford       | 16     | Ignição                 | 18   |        |
| Ret  | 11 | Wilson Fittipaldi    | Brabham-Ford      | 0      | Acidente                | 12   |        |
| Ret  | 27 | Reine Wisell         | March-Ford        | 0      | Suspensão               | 14   |        |
| DNS  | 26 | Tom Belsø            | Iso-Marlboro-Ford |        | Carro entregue a Ganley | 22   |        |

## Tabela do campeonato após a corrida
|   | Pos. | Piloto             | Pontos |
| - | ---- | ------------------ | ------ |
|   | 1    | Emerson Fittipaldi | 41     |
|   | 2    | Jackie Stewart     | 39     |
|   | 3    | François Cevert    | 25     |
| 1 | 4    | Denny Hulme        | 19     |
| 1 | 5    | Peter Revson       | 11     |

|   | Pos. | Construtor   | Pontos |
| - | ---- | ------------ | ------ |
|   | 1    | Tyrrell-Ford | 49     |
|   | 2    | Lotus-Ford   | 47     |
|   | 3    | McLaren-Ford | 26     |
|   | 4    | Ferrari      | 10     |
| 2 | 5    | Brabham-Ford | 7      |

- Nota: Somente as primeiras cinco posições estão listadas. Em 1973 os pilotos computariam sete resultados nas oito primeiras corridas do ano e seis nas últimas sete. Neste ponto esclarecemos: na tabela dos construtores figurava somente o melhor colocado dentre os carros do mesmo time.